# Boston Society of Film Critics
 (janvier 2021).
Si vous disposez d'ouvrages ou d'articles de référence ou si vous connaissez des sites web de qualité traitant du thème abordé ici, merci de compléter l'article en donnant les références utiles à sa vérifiabilité et en les liant à la section « Notes et références ».
La Boston Society of Film Critics (BSFC) est une association américaine de critiques de cinéma, basée à Boston (Massachusetts), aux États-Unis et fondée en 1981.
Elle remet chaque année les Boston Society of Film Critics Awards (BSFC Awards), qui récompensent les meilleurs films de l'année.

## Catégories de récompense
- Meilleur film
- Meilleur réalisateur
- Meilleur acteur
- Meilleure actrice
- Meilleur acteur dans un second rôle
- Meilleure actrice dans un second rôle
- Meilleure distribution
- Réalisateur le plus prometteur
- Meilleur scénario
- Meilleure photographie
- Meilleur montage
- Meilleure utilisation de musique dans un film
- Meilleur film en langue étrangère
- Meilleur film d'animation
- Meilleur film documentaire